# 純炭粉末
純炭粉末（じゅんたんふんまつ 英語：Pure Charcoal）とは、吸着炭の一種である。
ただし「医薬品」でなく「健康食品」として製造・販売されている。
吸着炭は、ヒトの体内の有害物質を吸着し、排出する効果を期待して服用される。腎臓病の「医薬品」として医師に処方される吸着炭には、「クレメジン®」がある。この「クレメジン®」と「純炭粉末」を併用する腎臓病患者もいる。
従来の一般的な活性炭とは、原料や製造方法が異なっており、2009年から石川県金沢市に本社のある株式会社ダステックが製造・販売している。
月刊誌「健康365」（株式会社エイチアンドアイ）で初めて紹介されたのは、2011年11月16日に発売された2012年1月号。特集ページにおいて、原料・製法・特徴などが詳述されている。
いっぽう「純炭粉末」は、一般的な単語の組み合わせに起因し、商標登録のできない名称である。よって、「ダイエタリーカーボン」という名称で商標登録されている。このような背景もあって2020年ごろからは、「純炭粉末」を標榜する多様な吸着炭が出現した。
本項では、金沢医科大学で開発され、株式会社ダステックが製造する「純炭粉末」に関して記述する。

## 概要
純炭粉末は、金沢医科大学腎臓内科学教授の友杉直久が開発し、株式会社ダステックが製造する吸着炭である。腎臓を守るための新しい食品素材として開発された。
慢性腎臓病は、病態の進行により末期の腎不全になると、腎本来の機能が障害される。これによって、身体の恒常性が保てない状態となる。たとえば、乏尿・多尿などの尿量異常、吐き気や食欲不振などの胃腸症状、咳や息苦しさなどの呼吸器症状、動悸、めまい、皮膚のかゆみといった「自覚的尿毒症症状」が現れる。
この尿毒症症状は、腎機能の低下に伴いヒトの体内に蓄積された尿毒症毒素が原因の1つとして考えられている。
これに対し、おもに1970年代より粉末活性炭などの炭素系吸着剤を使って尿毒症毒素を除去する取り組みがみられるようになった。
一般的な活性炭は、木・竹・椰子殻・胡桃殻などの植物性原料を使用し、化学的または物理的処理（活性化・賦活化）を施した多孔性炭素である。
そのため組成としては、カリウムを主としたミネラル分を豊富に含有している。さらに服用の際は、消化酵素など有益なタンパク質も吸着する。
このため、慢性腎臓病患者が長期間服用すると、消化不良を起こす可能性がある。さらに、高カリウム血症や高リン血症になる可能性もある。
純炭粉末は、原料に高純度結晶セルロースを使用し、「非賦活炭化法」で製造する。そのため炭素以外のミネラル分が少ない。これが、カリウムやリンの摂取制限のある慢性腎臓病患者でも長期間、安全に摂取できる論拠とされている。
また、アルブミンなどのタンパク質吸着はわずかであり、動物を用いた安全性試験においても消化不良や栄養失調の副作用は認められない特徴を有している。

## 原材料および製造方法
純炭粉末の原材料は、旭化成ケミカルズ株式会社（現旭化成株式会社）が医薬品の賦形剤用途に製造販売している「セオラスPH-101」である。
製造方法の特徴である「非賦活炭化法」は、水蒸気によるガス賦活や薬品賦活を施さずに電気炉を用いて1000℃から1300℃に加熱して炭化している。

## 用途

### 解毒剤
2011年4月、富山など北陸3県を中心に、ユッケを原因とする集団食中毒が発生した。
その際、溶血性尿毒症症候群で意識のない患者に純炭粉末が経口投与された。因果関係は特定されていないが、この患者は他の重症患者にみられた消化管穿孔に至らず、溶血性尿毒症症候群も回復。搬送から約60日後に退院した。

### 健康補助食品
ヒトに有害な物質を吸着し、便として排出させる健康補助食品材料として開発された。たとえば、多種多様な食品添加物、AGEs（終末糖化産物）など食事と共にカラダへ入ってくる物質。あるいは、腸内環境の乱れで生じる二次胆汁酸や尿毒素など。

### 食品
2015年（平成27年）、石川県七尾市出身のパティシエ・ショコラティエである辻口博啓が、お菓子の原料として純炭粉末を採用。洋菓子店「ル ミュゼ ドゥ アッシュ」が製造販売している「黒のバウム」に使われている。

### 化粧品
カーボンブラックなどの代用品として、純炭粉末が大手化粧品メーカーの製品に使用されている。